# Канко-мару
Канко-мару (яп. 観光丸 Канко:-мару) — предложенная к реализации японская многоразовая транспортная космическая система с вертикальным стартом и посадкой, совмещающая одноступенчатую ракету-носитель и пилотируемый космический корабль.
Проект перспективной передовой многоразовой системы как универсального национального средства для запуска на орбиту грузов и экипажей, а также для космического туризма (в том числе доставки пассажиров на орбитальные отели) и для значительно более быстрых, чем на авиалайнерах суборбитальных межконтинентальных пассажирских перевозок был предложен Японским ракетным обществом и компанией «Кавасаки» в 1993 году. Проект не был принят Национальным агентством по исследованию космоса (NASDA), ныне Японское агентство аэрокосмических исследований (JAXA) в связи с реализацией в то время менее технологически рискованного, запускаемого на традиционной ракете-носителе крылатого многоразового космоплана HOPE, который так же не был осуществлён (отменён в 2003 году) в связи с техническими и экономическими затруднениями и откладыванием на неопределённое будущее всех планов национальных пилотируемых космических программ, кроме японского модуля «Кибо» и грузовых кораблей HTV «Конотори» для Международной космической станции.
Проект получил название в память о первом японском военном корабле на паровом ходу Канко-мару, построенном в эпоху Эдо.
В отличие от большинства традиционно крылатых других многоразовых авиационно-космических систем, в проекте предложены вертикальные и взлёт, и посадка с использованием реактивных двигателей, размещённых по окружности днища с опорами. В плане старта система подобна отменённому правительственному американскому проекту VentureStar, а в плане и старта, и посадки — нереализованному частному американскому проекту ROTON.
Система имеет необычную для ракетной техники широкую яйцевидную форму высотой 23,5 м и диаметром 18 м. Стартовая масса системы — 550 т, выводимая на низкую околоземную орбиту полезная нагрузка — 4 т грузов или 50 человек. Пилотирующий экипаж и пассажиры располагаются в имеющем по окружности иллюминаторы широком отсеке в верхней части системы.
Стоимость разработки оценена в 1995 году в 28 миллиардов долларов.